# Lake Lorna
Lake Lorna är en sjö i Antarktis. Den ligger i Östantarktis. Australien gör anspråk på området. Lake Lorna ligger 543 meter över havet. Arean är 0,41 kvadratkilometer. Den sträcker sig 0,1 kilometer i nord-sydlig riktning, och 4,5 kilometer i öst-västlig riktning.
I övrigt finns följande vid Lake Lorna:
- Fearn Hill (en kulle)
- Sonic Lake (en sjö)